# Pierre-Edmond Rénon
Pierre-Edmond Rénon (Paris, 21 mai 1895 - Paris, 12 décembre 1967), est un officier de marine français. 

## Biographie
Fils d'un professeur de médecine, il est admissible en septembre 1914 à l'École navale mais préfère s'engager directement dès le début de la Première Guerre mondiale et est affecté à la brigade des fusiliers marins de l'amiral Ronarc'h sur le front terrestre avec laquelle il participe à la bataille de l'Yser. 
En mars 1915, il est cité à l'Ordre de l'armée et suit une formation accélérée ouverte aux élèves officiers en temps de guerre. Aspirant (novembre 1916), enseigne de vaisseau de 2e classe (juin 1917), il sert sur le torpilleur Aventurier à la division des patrouilles de Bretagne puis, enseigne de 1re classe (juillet 1918), est de nouveau envoyé aux fusiliers marins et prend part aux combats de l'été 1918 sur le front occidental. 
Gravement blessé le 14 septembre 1918 en entraînant sa section à l'assaut du moulin de Laffaux, il doit être amputé de la jambe droite. Cité de nouveau à l'Ordre de l'armée, fait officier de la Légion d'honneur, il décide de continuer à servir malgré son handicap. En 1919, il est sous les ordres de l'amiral Darlan à la flottille du Rhin et commande un groupe de vedettes à Mayence et à Anvers et sert d’instructeur de la marine belge. 
En 1921, il est élève de l’École de perfectionnement des enseignes et est breveté fusilier en mai. Lieutenant de vaisseau (avril 1922), second du torpilleur Mangini en escadre de Méditerranée puis de l'aviso Meuse à l’École navale (1923), instructeur sur le croiseur-école Jeanne-d'Arc (1923-1925), il sert ensuite au 3e bureau de l’État-major général, suit en 1927 les cours de l’École de guerre et du Centre des hautes études navales et devient en 1928 officier d'ordonnance de Georges Leygues. 
Second du contre-torpilleur Valmy (mai 1929), capitaine de corvette (octobre 1932), il sert au 2e bureau de l’État-major général et devient en septembre 1933 commandant du torpilleur Forbin. 
Il passe en 1936 au 3e bureau de l’État-major général et y est chargé de la liaison avec le 3e bureau de la Guerre. Il obtient les félicitations du ministre pour sa collaboration efficace dans l'organisation du service intérieur de la ligne Maginot. 
Promu capitaine de frégate (mai 1937), second du croiseur Duquesne en escadre de Méditerranée, il commande en décembre 1938 le contre-torpilleur Aigle et participe au bombardement de Gênes avec l'escadre de l'amiral Duplat. Il est alors encore cité à l'Ordre de l'armée pour avoir détruit une batterie côtière ennemie. 
Il commande en second en septembre 1940 le cuirassé Strasbourg à Toulon et est nommé capitaine de vaisseau en avril 1942. Mis en congé d'armistice en juin 1943, il quitte la marine en avril 1946 et devient directeur des relations extérieures à la Compagnie des wagons-lits. 
Élu à l'Académie de marine, il devient en avril 1946 président de la Fédération des anciens marins et marins anciens combattants.

## Récompenses et distinctions
- Chevalier puis Officier de la Légion d'Honneur.
- Croix de Guerre.
- Une rue de Brest et de Toulon ainsi qu'un quai de Saint-Jean-de-Luz, ont été nommés en son honneur.